# Samolot przeciwpartyzancki

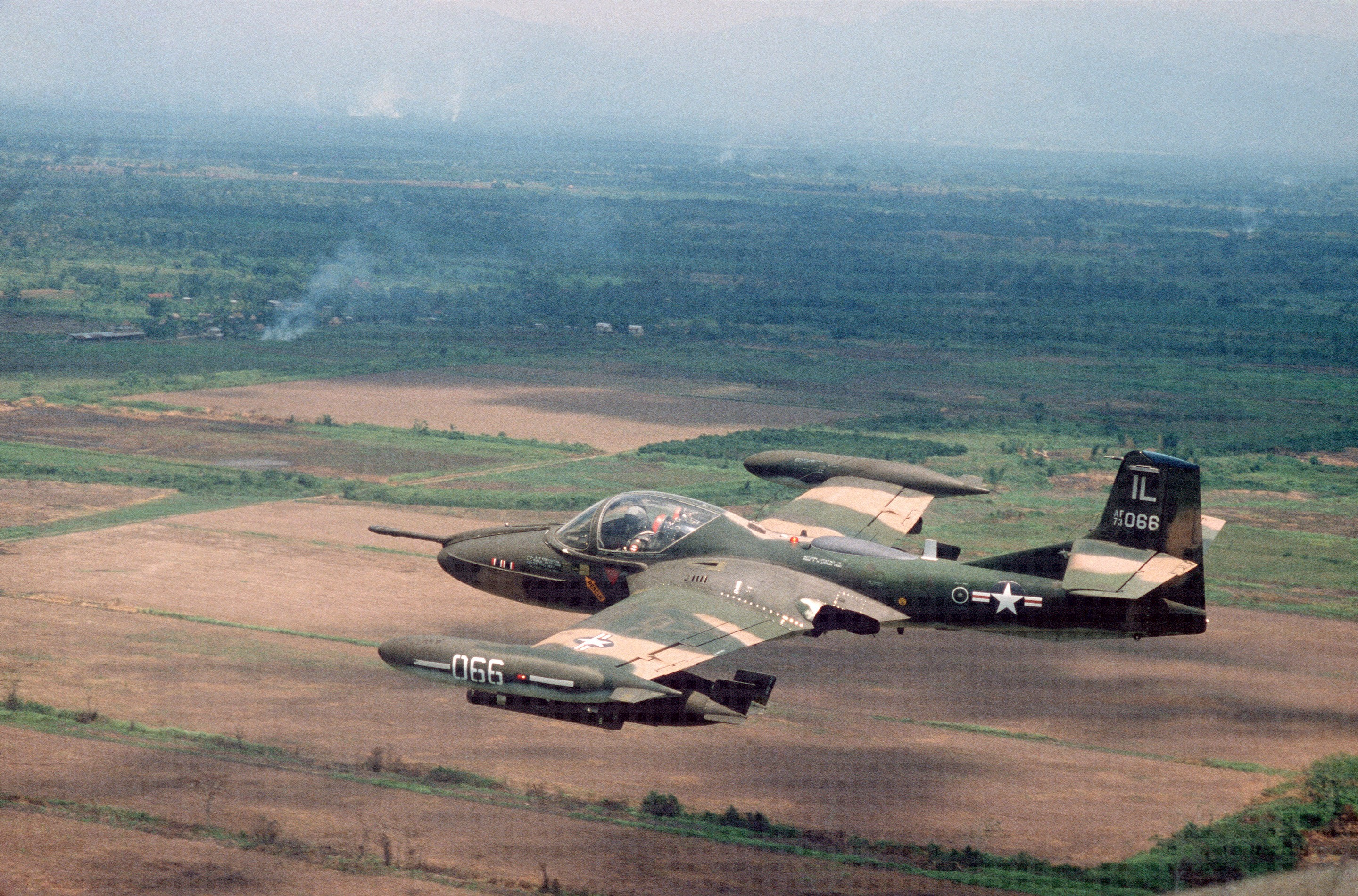
Amerykański samolot przeciwpartyzancki A-37B Dragonfly należący do 169 Taktycznego Dywizjonu Wsparcia Powietrznego

Samolot przeciwpartyzancki (COIN – ang. counter insurgency) – samolot bliskiego wsparcia powietrznego (określany również jako lekki samolot szturmowy) przeznaczony do atakowania celów naziemnych w warunkach całkowitego panowania w powietrzu.

## Charakterystyka
Samoloty te są przystosowane do zwalczania przeciwnika dysponującego słabą, lub zerową obroną przeciwlotniczą. Uzbrojone są w karabiny maszynowe, działka, niekierowane pociski rakietowe i lekkie bomby. Samoloty te mogą być także używane w celach zwalczania przemytu, ochrony granic i obserwacyjnych. Samolotami przeciwpartyzanckimi są albo specjalnie przystosowane samoloty innych typów (np. transportowe czy szkolno-bojowe), albo też konstrukcje od początku budowane w celu użytkowania, jako samoloty przeciwpartyzanckie.